# Tput
A tput egy standard Unix operációs rendszeri parancs, mely inicializál (beállít) egy terminált vagy lekérdezi a terminfo-t adatbázist.
A tput segédprogram a terminfo-t (terminál adatbázis) használja arra, hogy az egyes terminálfüggő információkat elérhetővé tegye a shell számára a terminál beállításához. Képes továbbá visszaadni a kért terminál típus teljes nevét. A tput output-jaként egy karakterláncot ad vissza ha a kért jellemző (képesség leíró) string típusú vagy egy egész értéket ha az egész szám jellegű. Ha a kért jellemző logikai típusú, akkor a tput egyszerűen beállítja a visszatérési értéket (0-IGAZ ha a terminál rendelkezik a szóban forgó képességgel, 1-HAMIS ha nem) és nem generál kimenő adatot. A felhasználó mielőtt használná a standard output-on visszakapott értéket, ellenőrizni kell a kilépési értékét [$?, ld. sh(1)], hogy az 0-e. A képességek és a hozzájuk rendelt capname-ek teljes listáját terminfo(\*n) adja.

## Használata
A parancs általános alakjai:
tput [-Ttípus] képleír [paraméterek ... ]
tput [-Ttípus] init
tput [-Ttípus] reset
tput [-Ttípus] teljesnév
tput -S <<
- -Ttípus

a terminál típusát jelzi. Rendes körülmények között ez az opció szükségtelen, mert az alapértelmezett érték a TERM környezeti változóban található. Ha a -T meg van adva, akkor a LINES és COLUMNS shell változók nem lesznek figyelembe véve és nem kerül lekérdezésre az aktuális képernyőméret az operációs rendszertől.
- képleíró

a terminfo adatbázisból kért jellemző neve.
- paraméterek

Ha a tulajdonság string típusú, ami paramétereket igényel, akkor a paraméterek argumentum átadásra kerül a string-nek. Minden numerikus argumentum mint szám kerül átadásra.
- -S

lehetővé teszi egynél több jellemző lekérését egy meghívás során. A jellemzők ekkor a standard inputról jönnek és nem a parancssorból (ld. példa). Egy sorban csak egy képleíró engedélyezett. Az -S opció megváltoztatja a kilépési értékek jelentését.
- init

Ha a terminfo adatbázis létezik és van a felhasználó termináljához tartozó bejegyzés, akkor a következő történik: (1) a terminál inicializáló string-je (ha van ilyen) lesz az output (is1, is2, is3, if, iprog), (2) egyéb a bejegyzésben meghatározott késedelem (pl. új sor) a tty meghajtóban lesz beállítva, (3) a tabulátor beállítások az adatbázis bejegyzésnek megfelelően kerülnek ki- vagy bekapcsolásra és (4) ha nincsenek tabulátor beállítások, akkor az alapértelmezett tabulátorpozíciók kerülnek beállításra (minden 8. karakterpozíció). Ha a bejegyzés nem tartalmaz információt a fenti tevékenységek valamelyikéhez, akkor a tevékenység nem hajtódik végre.
- reset

az inicializáló string kiadása helyett a terminál reset-stringje kerül a kimenetre (rs1, rs2, rs3, rf) ha az létezik. Ha reset-string nincs, de inicializáló van, akkor az kerül a kimenetre. Egyébként a reset azonos az init-tel.
- teljesnév

Ha a terminfo adatbázis létezik és van a felhasználó termináljának megfelelő bejegyzés, akkor a terminál neve fog megjelenni. A név az utolsó név a terminfo adatbázis terminált leíró első sorában.

## Példák
tput init
Inicializálja a terminált a TERM környezeti változóban lévő termináltípusnak megfelelően. Ez a sor nem árt ha szerepel a felhasználó .pRofile állományában azután, hogy a TERM változó exportálásra került, ahogy az a profile(4) oldalon olvasható.
tput -T5620 reset
alapállapotba hoz egy AT&T 5620-as terminált és felülírja a terminál típusát a TERM változóban.
tput cup 0 0
Egy olyan szekvenciát küld a terminálnak, amely 0. sor 0. oszlopába (a képernyő bal felső sarka, általában "home" pozíciónak nevezik) viszi a kurzort.
tput clear
egy képernyőtörlés szekvenciát küld a terminálnak.
tput cols
kiírja az aktuális terminál oszlopainak számát.
tput -T450 cols
Kiírja a 450-es terminál oszlopainak számát.
tput bold=`tput smso` offbold=`tput rmso`
A bold shell változóba a terminálnak megfelelő "kiemelt-mód" kezdete karaktersorozatot, az offbold shell változóba a "kiemelt-mód" vége szekvenciát teszi. Ezt esetleg követheti egy prompt: echo "${bold} Kérem írja be a nevét: ${offbold}\"
tput hc
az kilépési kód jelzi, hogy a terminál hardcopy terminál-e
tput cup 23 4
egy olyan szekvenciát küld a terminálnak, ami a kurzort 23. sor, 4. pozíciójába mozgatja.
tput longname
a TERM környezeti változóban specifikált terminál típushoz tartozó teljes nevet írja ki a terminfo adatbázis bejegyzéséből.
tput -S <<!
```
   > clear
   > cup 10 10
   > bold
   > !
```

Ez egy példa arra, miképp lehet több műveletet elvégezni egy hívással. A példa letörli a képernyőt, a 10. sor 10. pozíciójába viszi a kurzort és bekapcsolja a félkövér (kiemelt fényesség) módot. A felsorolást a külön sorba írt felkiáltójel (!) zárja.